# Saint-Prim
Pour les articles homonymes, voir Prim.
Saint-Prim est une  commune française située dans le département de l'Isère en région Auvergne-Rhône-Alpes.

## Géographie
Bien qu'adhérente à la communauté de communes Entre Bièvre et Rhône, la commune est située dans l'aire urbaine de Vienne et dans son unité urbaine, sur un plateau qui domine le Rhône, de plus elle est en face des réputés vignobles des Côtes du Rhône et Condrieu.

### Géologie et relief
Saint-Prim se situe dans la vallée du Rhône dont le terrain est essentiellement constitué de roches sédimentaires (loess), sédiment d'origine éolienne déposé à l'époque de la glaciation de Würm et dont était constitué les anciennes maisons et fermes de cette commune et des communes voisines.

### Communes limitrophes
Le territoire de la commune est limitrophe de ceux de sept autres communes.
Les communes limitrophes sont  Auberives-sur-Varèze, Chonas-l'Amballan, Clonas-sur-Varèze, Condrieu, Les Côtes-d'Arey, Reventin-Vaugris et Saint-Clair-du-Rhône.

### Climat
Pour des articles plus généraux, voir Climat d'Auvergne-Rhône-Alpes et Climat de l'Isère.
En 2010, le climat de la commune est de type climat océanique altéré, selon une étude du Centre national de la recherche scientifique s'appuyant sur une série de données couvrant la période 1971-2000. En 2020, Météo-France publie une typologie des climats de la France métropolitaine dans laquelle la commune est dans une zone de transition entre le climat semi-continental et le climat de montagne et est dans une zone de transition entre les régions climatiques « Moyenne vallée du Rhône » et « Nord-est du Massif Central ». 
Pour la période 1971-2000, la température annuelle moyenne est de 12,1 °C, avec une amplitude thermique annuelle de 17,8 °C. Le cumul annuel moyen de précipitations est de 785 mm, avec 8,5 jours de précipitations en janvier et 6,1 jours en juillet. Pour la période 1991-2020, la température moyenne annuelle observée sur la station météorologique de Météo-France la plus proche, « Reventin », sur la commune de Reventin-Vaugris à 5 km à vol d'oiseau, est de 12,9 °C et le cumul annuel moyen de précipitations est de 775,7 mm,. Pour l'avenir, les paramètres climatiques de la commune estimés pour 2050 selon différents scénarios d'émission de gaz à effet de serre sont consultables sur un site dédié publié par Météo-France en novembre 2022.

### Voies de communication
Situé hors des grands axes de communication l'extrémité de la partie occidentale est cependant traversée par la route nationale 7 dans sa portion qui relie Lyon à Nice.

## Urbanisme

### Typologie
Au 1er janvier 2024, Saint-Prim est catégorisée ceinture urbaine, selon la nouvelle grille communale de densité à sept niveaux définie par l'Insee en 2022.
Elle appartient à l'unité urbaine de Vienne, une agglomération inter-départementale regroupant 25  communes, dont elle est une commune de la banlieue,,. Par ailleurs la commune fait partie de l'aire d'attraction de Lyon, dont elle est une commune de la couronne,. Cette aire, qui regroupe 397 communes, est catégorisée dans les aires de 700 000 habitants ou plus (hors Paris),.

### Occupation des sols
L'occupation des sols de la commune, telle qu'elle ressort de la base de données européenne d’occupation biophysique des sols Corine Land Cover (CLC), est marquée par l'importance des territoires agricoles (76,8 % en 2018), en diminution par rapport à 1990 (85,4 %). La répartition détaillée en 2018 est la suivante : 
terres arables (52,2 %), zones urbanisées (13 %), cultures permanentes (12,1 %), zones agricoles hétérogènes (12,1 %), forêts (9,4 %), espaces verts artificialisés, non agricoles (0,7 %), prairies (0,4 %). L'évolution de l’occupation des sols de la commune et de ses infrastructures peut être observée sur les différentes représentations cartographiques du territoire : la carte de Cassini (XVIIIe siècle), la carte d'état-major (1820-1866) et les cartes ou photos aériennes de l'IGN pour la période actuelle (1950 à aujourd'hui).

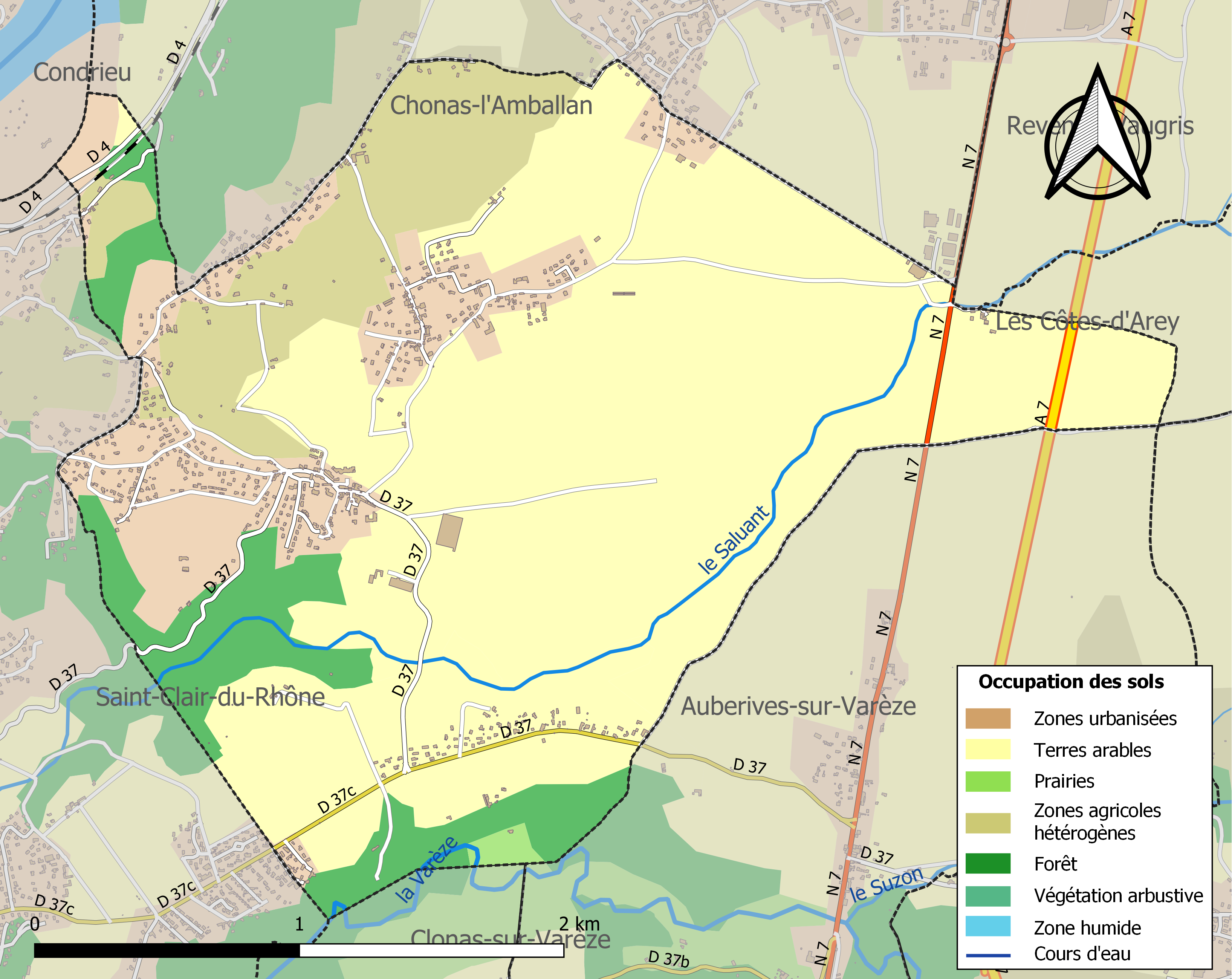
Carte des infrastructures et de l'occupation des sols de la commune en 2018 (CLC).

### Risques naturels et technologiques majeurs

#### Risques sismiques
L'ensemble du territoire de la commune de Saint-Prim est situé en zone de sismicité n°3 (sur une échelle de 1 à 5), comme la plupart des communes de son secteur géographique.
| Type de zone | Niveau            | Définitions (bâtiment à risque normal) |
| ------------ | ----------------- | -------------------------------------- |
| Zone 3       | Sismicité modérée | accélération = 1,1 m/s2                |

## Politique et administration

### Liste des maires
| Période                                  | Période   | Identité        | Étiquette | Qualité  |
| ---------------------------------------- | --------- | --------------- | --------- | -------- |
| mars 1971                                | juin 1995 | Henri Gerin     |           |          |
| mars 1995                                | juin 2008 | Pierre CHATAIN  |           |          |
| mars 2008                                | août 2013 | Patrick Barraud |           |          |
| août 2013                                | mai 2020  | Didier Gerin    | SE        |          |
| mai 2020                                 | En cours  | Michel Cros     | SE        | Retraité |
| Les données manquantes sont à compléter. |           |                 |           |          |

## Population et société

### Démographie
L'évolution du nombre d'habitants est connue à travers les recensements de la population effectués dans la commune depuis 1800. Pour les communes de moins de 10 000 habitants, une enquête de recensement portant sur toute la population est réalisée tous les cinq ans, les populations de référence des années intermédiaires étant quant à elles estimées par interpolation ou extrapolation. Pour la commune, le premier recensement exhaustif entrant dans le cadre du nouveau dispositif a été réalisé en 2004.

En 2022, la commune comptait 1 454 habitants, en évolution de +7,31 % par rapport à 2016 (Isère : +3,07 %, France hors Mayotte : +2,11 %).
| 1800 | 1806 | 1821 | 1831 | 1836 | 1841 | 1846 | 1851 | 1856 |
| ---- | ---- | ---- | ---- | ---- | ---- | ---- | ---- | ---- |
| 370  | 409  | 417  | 513  | 524  | 520  | 504  | 490  | 520  |

| 1861 | 1866 | 1872 | 1876 | 1881 | 1886 | 1891 | 1896 | 1901 |
| ---- | ---- | ---- | ---- | ---- | ---- | ---- | ---- | ---- |
| 486  | 474  | 446  | 443  | 413  | 378  | 389  | 396  | 388  |

| 1906 | 1911 | 1921 | 1926 | 1931 | 1936 | 1946 | 1954 | 1962 |
| ---- | ---- | ---- | ---- | ---- | ---- | ---- | ---- | ---- |
| 370  | 366  | 320  | 315  | 373  | 382  | 374  | 372  | 385  |

| 1968 | 1975 | 1982 | 1990 | 1999 | 2004 | 2006 | 2009  | 2014  |
| ---- | ---- | ---- | ---- | ---- | ---- | ---- | ----- | ----- |
| 409  | 507  | 599  | 733  | 892  | 936  | 993  | 1 179 | 1 318 |

| 2019  | 2022  | - | - | - | - | - | - | - |
| ----- | ----- | - | - | - | - | - | - | - |
| 1 407 | 1 454 | - | - | - | - | - | - | - |

### Enseignement
La commune est rattachée à l'académie de Grenoble.

### Médias
Historiquement, le quotidien à grand tirage Le Dauphiné libéré consacre, chaque jour, y compris le dimanche, dans son édition du Nord-Isère (Vienne), un ou plusieurs articles à l'actualité du canton et quelquefois de la commune, ainsi que des informations sur les éventuelles manifestations locales, les travaux routiers, et autres événements divers à caractère local.

### Cultes
La communauté catholique et l'église de Saint-Prim (propriété de la commune) dépendent de la paroisse Saint-Pierre en pays roussillonais qui recouvre plusieurs autres communes. Cette paroisse est rattachée au diocèse de Grenoble-Vienne.

## Culture et patrimoine

### Lieux et monuments
L'église Saints-Prim-et-Félicien de Saint-Prim a été restaurée en 2004 par l'artiste français Claude Rutault.

### Personnalités liées à la commune
- Caroline-Félicie Peytavin, dite l'Amirale Bruat (1821-1898), gouvernante du prince impérial Louis-Napoléon, fils de Napoléon III, est morte à Saint-Prim.
- Camille Jouffray (1841-1824), Maire de Vienne, Conseiller général, Député radical et Sénateur radical de l'Isère est décédé à Saint-Prim[21].

### Héraldique
|  | Saint-Prim possède des armoiries dont l'origine et le blasonnement exact ne sont pas disponibles. |